# Jeff Panacloc Adventure
 (avril 2024).
La mise en forme du texte ne suit pas les recommandations de Wikipédia : il faut le « wikifier ».
Les points d'amélioration suivants sont les cas les plus fréquents :
- Les titres sont pré-formatés par le logiciel. Ils ne sont ni en capitales, ni en gras.
- Le texte ne doit pas être écrit en capitales (les noms de famille non plus), ni en gras, ni en italique, ni en « petit »…
- Le gras n'est utilisé que pour surligner le titre de l'article dans l'introduction, une seule fois.
- L'italique est rarement utilisé : mots en langue étrangère, titres d'œuvres, noms de bateaux, etc.
- Les citations ne sont pas en italique mais en corps de texte normal. Elles sont entourées par des guillemets français : « et ».
- Les listes à puces sont à éviter, des paragraphes rédigés étant largement préférés. Les tableaux sont à réserver à la présentation de données structurées (résultats, etc.).
- Les appels de note de bas de page (petits chiffres en exposant, introduits par l'outil «  Source ») sont à placer entre la fin de phrase et le point final[comme ça].
- Les liens internes (vers d'autres articles de Wikipédia) sont à choisir avec parcimonie. Créez des liens vers des articles approfondissant le sujet. Les termes génériques sans rapport avec le sujet sont à éviter, ainsi que les répétitions de liens vers un même terme.
- Les liens externes sont à placer uniquement dans une section « Liens externes », à la fin de l'article. Ces liens sont à choisir avec parcimonie suivant les règles définies. Si un lien sert de source à l'article, son insertion dans le texte est à faire par les notes de bas de page.
- La présentation des références doit suivre les conventions bibliographiques. Il est recommandé d'utiliser les modèles {{Ouvrage}}, {{Chapitre}}, {{Article}}, {{Lien web}} et/ou {{Bibliographie}}. Le mode d'édition visuel peut mettre en forme automatiquement les références.
- Insérer une infobox (cadre d'informations à droite) n'est pas obligatoire pour parachever la mise en page.

Pour une aide détaillée, merci de consulter Aide:Wikification.
Si vous pensez que ces points ont été résolus, vous pouvez retirer ce bandeau et améliorer la mise en forme d'un autre article.
Jeff Panacloc Adventure est le titre du troisième spectacle du ventriloque Jeff Panacloc, joué à guichets fermés à l'Olympia et au Palais des Sports en 2022, puis en tournée dans toute la France. La dernière reprise parisienne a lieu le 10 avril 2024 au Palais Omnisports de Paris-Bercy. Jeff Panacloc devient alors le premier ventriloque au monde à remplir la deuxième plus grande salle de France.

## Historique
Jeff Panacloc commence l'écriture de ce nouveau spectacle pendant le confinements liés à la pandémie de Covid-19 en France.[réf. nécessaire]
Ce spectacle ne se produit pas dans des petites salles, car l'artiste crée pour la première fois un show autour du thème des parcs d’attractions, avec des écrans géants et des effets 3D sur une scène de grande dimensions.
Après plusieurs reports liés à la Pandémie de Covid-19 en France, la première représentation en spectacle en rodage est donnée le 27 mai 2021 au théâtre de la Cité à Nice, avec un nombre de personnes limité dû à la pandémie.
La première représentation du spectacle complet est donnée à Yerres. Le spectacle fait ensuite étape pendant 6 soirées à  l'Olympia du 4 au 9 janvier 2022, puis repart en tournée dans tous les Zéniths de France. Le succès engendre une nouvelle tournée à partir du 28 septembre 2022 avec un arrêt pour 3 soirées au Dôme de Paris - Palais des Sports.
En mai 2023, le ventriloque annonce les dernières représentations de son spectacle en 2024 avec un passage exceptionnel au Palais omnisports de Paris-Bercy.
Le 10 avril 2024, Jeff Panacloc devient le premier ventriloque à remplir le Palais omnisports de Paris-Bercy.
L'ultime représentation a lieu à Ajaccio le 4 mai 2024 où il se produit pour la première fois.

## Synopsis
Avec Jeff Panacloc Adventure, le ventriloque emmène les spectateurs dans l'univers des parcs d’attractions avec son fidèle compagnon de scène Jean-Marc.
Un show en 3D où tous les sujets sociaux et d'actualités sont abordés sans langue de bois et avec un humour toujours aussi direct, tout en étant bienveillant.
Pour cette nouvelle aventure, Jeff Panacloc est également accompagné par Jacky (Régisseur de spectacles à la retraite), Jean-Louche (Fils de Jean-Marc et Nabilouche), Christian (Jeune fan de Jean-Marc en fauteuil roulant qui permet d'aborder le sujet de l'inclusion des personnes à mobilité réduite dans la société), le virus alias Michel (Personnage librement inspiré par la Pandémie de Covid-19 en France).

## Dates de la tournée
| Date                           | Ville             | Pays       | Lieu                              |
| ------------------------------ | ----------------- | ---------- | --------------------------------- |
| Première partie de la tournée  |                   |            |                                   |
| 30 septembre 2021              | Yerres            | France     | Théâtre                           |
| 8 octobre 2021                 | Saint-Brieuc      | France     | L'Hermione                        |
| 9 octobre 2021                 | Niort             | France     | L'Acclameur                       |
| 10 octobre 2021                | Bourges           | France     | Le Palais d'Auron                 |
| 14 octobre 2021                | Besançon          | France     | Micropolis                        |
| 15 octobre 2021                | Roanne            | France     | Le Scarabée                       |
| 16 octobre 2021                | Montluçon         | France     | Centre Athanor                    |
| 19 octobre 2021                | Annecy            | France     | L'Arcadium                        |
| 20 octobre 2021                | Dole              | France     | La Commanderie                    |
| 21 octobre 2021                | Lausanne          | Suisse     | Palais de Beaulieu                |
| 22 octobre 2021                | Lausanne          | Suisse     | Palais de Beaulieu                |
| 24 octobre 2021                | Deauville         | France     | Casino                            |
| 5 novembre 2021                | Le Havre          | France     | Docks Océane                      |
| 6 novembre 2021                | Saint-Omer        | France     | Scéneo                            |
| 7 novembre 2021                | Blois             | France     | Jeu de paume                      |
| 12 novembre 2021               | Biarritz          | France     | Gare du Midi                      |
| 13 novembre 2021               | Agen              | France     | L'Agora                           |
| 14 novembre 2021               | Béziers           | France     | Zinga Zanga                       |
| 16 novembre 2021               | Montélimar        | France     | Palais Des Congrès                |
| 23 novembre 2021               | Dunkerque         | France     | Le Kursall                        |
| 24 novembre 2021               | Bar-le-Duc        | France     | La Barroise                       |
| 25 novembre 2021               | Troyes            | France     | Parc Des Expositions              |
| 9 décembre 2021                | Liège             | Belgique   | Le Forum                          |
| 10 décembre 2021               | Charleroi         | Belgique   | Palais Des Beaux Arts             |
| 11 décembre 2021               | Beauvais          | France     | Elispace                          |
| 14 décembre 2021               | Compiègne         | France     | Le Tigre                          |
| 17 décembre 2021               | Poitiers          | France     | Palais Des Congrès                |
| 18 décembre 2021               | Poitiers          | France     | Palais Des Congrès                |
| 19 décembre 2021               | Chateauroux       | France     | M.A.C.H 36                        |
| 4 janvier 2022                 | Paris             | France     | L'Olympia                         |
| 5 janvier 2022                 | Paris             | France     | L'Olympia                         |
| 6 janvier 2022                 | Paris             | France     | L'Olympia                         |
| 7 janvier 2022                 | Paris             | France     | L'Olympia                         |
| 8 janvier 2022                 | Paris             | France     | L'Olympia                         |
| 9 janvier 2022                 | Paris             | France     | L'Olympia                         |
| 10 février 2022                | Épernay           | France     | Le Millesium                      |
| 11 février 2022                | Montbéliard       | France     | L'Axone                           |
| 17 février 2022                | Toulouse          | France     | Zénith                            |
| 18 février 2022                | Montpellier       | France     | Zénith                            |
| 19 février 2022                | Narbonne          | France     | Arena                             |
| 24 février 2022                | Lille             | France     | Zénith                            |
| 26 février 2022                | Orléans           | France     | Zénith                            |
| 3 mars 2022                    | Genève            | Suisse     | Aréna                             |
| 4 mars 2022                    | Strasbourg        | France     | Zénith Europe                     |
| 5 mars 2022                    | Metz              | France     | Palais Omnisports                 |
| 11 mars 2022                   | Brest             | France     | Aréna                             |
| 12 mars 2022                   | Lorient           | France     | Parc Des Expositions              |
| 13 mars 2022                   | Rennes            | France     | Le Liberté                        |
| 17 mars 2022                   | Rouen             | France     | Zénith                            |
| 18 mars 2022                   | Caen              | France     | Zénith                            |
| 19 mars 2022                   | Tours             | France     | Parc Des Expositions              |
| 20 mars 2022                   | Le Mans           | France     | Antarès                           |
| 6 avril 2022                   | Bordeaux          | France     | Arkéa Aréna                       |
| 7 avril 2022                   | Angoulême         | France     | Parc Des Expositions              |
| 8 avril 2022                   | Pau               | France     | Zénith                            |
| 22 avril 2022                  | Nice              | France     | Palais Nikaïa                     |
| 28 avril 2022                  | Limoges           | France     | Zénith                            |
| 29 avril 2022                  | Angers            | France     | Aréna Loire                       |
| 30 avril 2022                  | Nantes            | France     | Zénith                            |
| 6 mai 2022                     | Amiens            | France     | Zénith                            |
| 7 mai 2022                     | Bruxelles         | Belgique   | Forest National                   |
| 8 mai 2022                     | Marche-en-Famenne | Belgique   | Le Wex                            |
| 13 mai 2022                    | Grenoble          | France     | Le Summum                         |
| 14 mai 2022                    | Clermont-Ferrand  | France     | Zénith                            |
| 15 mai 2022                    | Mâcon             | France     | Le Spot                           |
| 20 mai 2022                    | Dijon             | France     | Zénith                            |
| 21 mai 2022                    | Lyon              | France     | Halle Tony Garnier                |
| 22 mai 2022                    | Saint-Étienne     | France     | Zénith                            |
| Seconde partie de la tournée   |                   |            |                                   |
| 28 septembre 2022              | Meaux             | France     | Théâtre                           |
| 30 septembre 2022              | Paris             | France     | Dôme de Paris - Palais des Sports |
| 1er octobre 2022               | Paris             | France     | Dôme de Paris - Palais des Sports |
| 2 octobre 2022                 | Paris             | France     | Dôme de Paris - Palais des Sports |
| 6 mars 2023                    | Amiens            | France     | Zénith                            |
| 12 mars 2023                   | Lille             | France     | Zénith                            |
| 18 mars 2023                   | Metz              | France     | Palais Omnisports                 |
| 19 mars 2023                   | Strasbourg        | France     | Zénith Europe                     |
| 25 mars 2023                   | Reims             | France     | Aréna                             |
| 26 mars 2023                   | Rennes            | France     | Le Liberté                        |
| 8 avril 2023                   | Caen              | France     | Zénith                            |
| 9 avril 2023                   | Le Mans           | France     | Antarès                           |
| 10 avril 2023                  | Nantes            | France     | Zénith                            |
| 22 avril 2023                  | Rouen             | France     | Zénith                            |
| 23 avril 2023                  | Douai             | France     | Parc Des Expositions              |
| 5 mai 2023                     | Nice              | France     | Palais Nikaïa                     |
| 6 mai 2023                     | Marseille         | France     | Le Dôme                           |
| 7 mai 2023                     | Toulon            | France     | Zénith Oméga                      |
| Troisième partie de la tournée |                   |            |                                   |
| 13 mars 2024                   | Nantes            | France     | Zénith                            |
| 14 mars 2024                   | Brest             | France     | Aréna                             |
| 19 mars 2024                   | Lyon              | France     | Halle Tony Garnier                |
| 20 mars 2024                   | Bordeaux          | France     | Arkéa Aréna                       |
| 21 mars 2024                   | Toulouse          | France     | Zénith                            |
| 27 mars 2024                   | Dijon             | France     | Zénith                            |
| 28 mars 2024                   | Troyes            | France     | Parc Des Expositions              |
| 29 mars 2024                   | Beauvais          | France     | Elispace                          |
| 4 avril 2024                   | Metz              | France     | Palais Omnisports                 |
| 5 avril 2024                   | Caen              | France     | Zénith                            |
| 6 avril 2024                   | Poitiers          | France     | Aréna                             |
| 7 avril 2024                   | Rennes            | France     | Le Liberté                        |
| 10 avril 2024                  | Paris             | France     | Paris/Bercy - Accor Arena         |
| 18 avril 2024                  | Lille             | France     | Zénith                            |
| 19 avril 2024                  | Amiens            | France     | Zénith                            |
| 20 avril 2024                  | Bruxelles         | Belgique   | Forest National                   |
| 21 avril 2024                  | Luxembourg        | Luxembourg | Rockhal                           |
| 2 mai 2024                     | Borgo             | France     | Salle Paul Natali                 |
| 4 mai 2024                     | Ajaccio           | France     | U Palatinu                        |

## Distribution et technique

### Distribution et personnages
- Jeff Panacloc : Jeff Panacloc ventriloque
- Jean-Marc : Singe en peluche à l'humour acide et corrosif qui cache en réalité une sensibilité émouvante et fait de lui un personnage attachant.
- Jean-Louche : Fils de Jean-Marc.
- Jacky : Régisseur à la retraite.
- Christian : Jeune fan de Jean-Marc, handicapé, il permet d'aborder les sujets liés au handicap.
- Michel : Virus inspiré de la pandémie de 2020.(disparu du spectacle en 2024).
- Jerry Golri: apparu le 13 mars 2024 au Zéntih de Nantes,il est la première partie de Jeff Panacloc.

### Technique
- Auteur : Jeff Panacloc
- Metteur en scène : Nicolas Nebot
- Mise en lumière : Erwan Champigné
- Réalisation vidéo : Gérard Pullicino
- Producteur : Philippe Delmas, Mikaël Chetrit et Décibels production[12]

## Autour du spectacle

### Musique
• Le 17 Février 2022, parallèlement à sa tournée, Jeff Panacloc sort un single inédit qu’il fait interpréter par Jacky (Personnage clé du spectacle) qui s’intitule La devise à Jacky.

### Enregistrement du spectacle
- L'enregistrement du spectacle a été effectué du 30 septembre au 2 octobre 2022 au Dôme de Paris - Palais des Sports[14].

### Diffusion télévisée
• Le spectacle a été diffusé à la télévision pour la première fois le 23 décembre 2022 sur TF1 réunissant 3 179 000 de téléspectateurs soit 17,6 % de PDA. Il sera rediffusé le lendemain en deuxième partie de soirée.

### Sortie dans le commerce
• Jeff Panacloc Adventure est sorti en DVD et VOD le 30 novembre 2022.